# الضوء بين المحيطات (فلم)
الضوء بين المحيطات (بالإنجليزية: The Light Between Oceans) هو فيلم درامي رومانسي لعام 2016 من تأليف وإخراج ديريك كيانفرانس ويستند إلى رواية صدرت عام 2012 من تأليف إم إل ستيدمان تحمل نفس الاسم. هذا الفيلم هو إنتاج دولي مشترك بين الولايات المتحدة وأستراليا والمملكة المتحدة ونيوزيلندا وهو من بطولة مايكل فاسبندر وأليسيا فيكاندير وراشيل وايز وبريان براون وجاك تومسون. يروي الفيلم قصة حارس منارة وزوجته ينقذان طفلة رضيعة تائهة في البحر كانت بصحبة والدها المتوفي ويتبنياها. بعد سنوات يكتشف الزوجان النسب الحقيقي للطفلة ويواجهان معضلة أخلاقية بسبب أفعالهما.
عرض الفيلم لأول مرة  في 1 سبتمبر 2016 في الدورة 73 لمهرجان البندقية السينمائي الدولي، ونافس على جائزة الأسد الذهبي، صدر الفيلم من قبل شركة توتشستون بيكشرز في أمريكا الشمالية في 2 سبتمبر 2016،  وكان آخر فيلم للاستوديو الأمريكي دريم ووركس وزعته والت ديزني ستوديوز موشن بيكشرز من خلال صفقة الإنتاج لعام 2011. صدر الفيلم في المملكة المتحدة في 1 نوفمبر 2016 بواسطة شركة Entertainment One Films. تلقى الفيلم مراجعات مختلطة وحقق 26 مليون دولار كأرباح في جميع أنحاء العالم، وهو آخر فيلم من أنتاج شركة الافلام الأمريكية توتشستون بيكشرز قبل أن تتوقف عن العمل.

## القصة
في ديسمبر 1918 عُين توم شيربورن (أحد أبطال الحرب العالمية الأولى والمصاب بصدمة نفسية) - كحارس لمنارة في جانوس روك وهي منارة تقع قبالة سواحل أستراليا. يقع توم في حب فتاة من سكان المنطقة تدعى إيزابيل جرايسمارك ويتزوجان. تفقد إيزابيل حملين على مدار عامين وتخشى ألا تصبح أماً.
بعد فترة وجيزة من إجهاض إيزابيل الثاني، يصل إلى الشاطئ بالقرب من المنارة قارب فيه رجل متوفي وطفلة حديثة الولادة. كان توم يعلم بأنه يتوجب عليه إبلاغ السلطات بموجب القانون عن هذا القارب، ومع ذلك منعته إيزابيل لأنها خشيت من أن ترسل السلطات الطفلة إلى دار للأيتام، فحاولت اقناع توم بتبني الطفلة فوافق بتردد. دفن توم الرجل في الجزيرة وتبنى الزوجان الطفلة وأسمياها لوسي.
وبينما كان توم وإيزابيل على وشك تعميد لوسي يرى توم امرأة (هانا روينفيلدت) راكعة أمام قبر كتب عليه اسم (فرانز جوهانس روينفيلدت) وابنته الرضيعة (غريس إيلين)اللذان فقدا في البحر في نفس اليوم الذي عثروا على لوسي فيه (26 أبريل 1923). خشي توم من أن تكون لوسي الصغيرة هي ابنة هانا المفقودة. فيكتب إلى هانا دون الكشف عن هويته ليخبرها أن زوجها قد مات ولكن ابنتها الرضيعة آمنة ومحبوبة ومعتنى بها جيدًا.

## الممثلون والشخصيات
- مايكل فاسبندر بدور توماستوم شيربورن
- أليسيا فيكاندير بدور إيزابيل جراي سمارك شيربورن
- ريتشل وايز بدور هانا رونفيلدت
- بريان براون بدور سبتيموس بوتس
- جاك طومسون بدور رالف اديتوت
- كارين بيستوريوس بدور لوسي جرايس مراهقة
- فلورنس كليري بدور لوسي جرايس
- أنطوني هايز بدور فيرنون كنوكي
- إيملي باركلاي بدور جوين بوتس
  - فلورنس كليري بدور لوسي شيربورن / غريس روينفلدت البالغة من العمر 4 سنوات
  - جورجي جان جاسكوين في دور لوسي جريس شيربورن البالغة من العمر سنة واحدة
  - إليوت وإيفانجلين نيوبري عندما كانا رضيعين
  - كريستين فوت عندما كانت طفلة صغيرة
- توماس أنغر في دور بيلي
- بنديكت هاردي بدور هاري جارستون
- جين مينيلوس مثل فيوليت جراي سموارك
- غاري ماكدونالد مثل بيل جراي سمارك
- ليون فورد بدور فرانك رونفيلدت[8]

## وصلات خارجية
- الضوء بين المحيطات  على فيسبوك.
- الضوء بين المحيطات علي قاعدة بيانات الأفلام على الإنترنت.
- الضوء بين المحيطات على موقع أول موفي.
- مقالات تستعمل روابط فنية بلا صلة مع ويكي بيانات
- الضوء بين المحيطات علي موقع سينما دوت كوم.

لا توجد روابط لمواقع التواصل الاجتماعي.